# Sena Şener

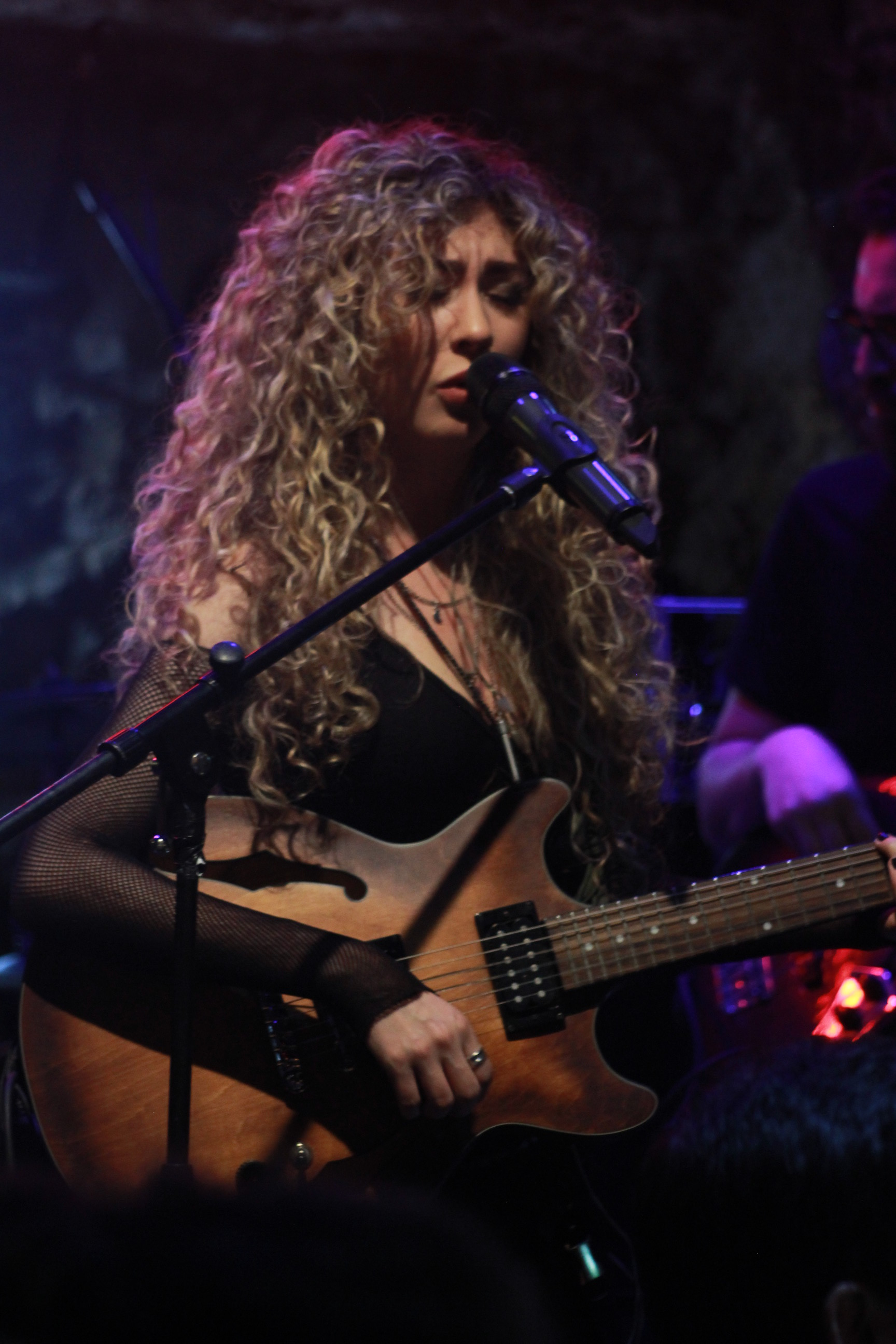
Sena Şener (2020)

Sena Şener (* 19. September 1998 in Gaziantep) ist eine türkische Sängerin.

## Leben und Karriere
Sena Şener wuchs in Izmir auf. Mit 15 Jahren war sie auf der Plattform Soundcloud aktiv, wo Mahmut Orhan auf ihre Coverversion von Self Control aufmerksam wurde. Sie studiert Englisch und Vergleichende Literaturwissenschaft an der Koç-Universität in Istanbul.
International bekannt wurde sie 2016 als Vokalistin des Hits Feel von Mahmut Orhan.

## Diskografie

### Alben
- 2018: İnsan Gelir İnsan Geçer

### EPs
- 2023: Kaybettiklerimi Geri Ver

### Singles
- 2016: Bak Bana
- 2017: Sevmemeliyiz
- 2017: Ona
- 2018: Dostum Değil Uykular
- 2019: Ölsem
- 2019: Solid Ground
- 2019: Her An Gidebilirim
- 2020: Teni Tenime
- 2020: Kapkaranlık Her Günüm
- 2020: Affetmem
- 2021: Kendim Ettim Kendim Buldum (Live)
- 2021: Benimle Yan
- 2021: Derinlerde Saklı
- 2022: Çok Geç Kaldın
- 2022: Dönmek
- 2022: Porselen Kalbim
- 2022: Düşünürsem Ölürüm
- 2023: İtirazım Var
- 2024: Affettim Herkesi
- 2024: Defolup Gidelim
- 2024: Bak Bana (Akustik)
- 2024: Ölsem (Akustik)
- 2024: Nereye Gidiyorsun

### Zusammenarbeiten mit anderen Künstlern
- 2016: Feel (mit Mahmut Orhan)
- 2016: Waiting On The Shore (mit Julius Abel)
- 2017: Birden Geldin Aklıma (mit Tuna Kiremitçi)
- 2020: Gözlerin Bulutlu (mit Nükhet Duru)
- 2021: Fly Above (mit Mahmut Orhan) – Werbesong für Turkish Airlines
- 2021: Yine Mi Yol (mit Cem Adrian)
- 2022: Two Lovebirds in a Cage (mit Kadebostany)

## Auszeichnungen für Musikverkäufe
| Platin-Schallplatte - Polen - 2024: für die Single Feel |

Anmerkung: Auszeichnungen in Ländern aus den Charttabellen bzw. Chartboxen sind in ebendiesen zu finden.
| Land/RegionAuszeichnungen für Musikverkäufe (Land/Region, Auszeichnungen, Verkäufe, Quellen) | Gold  | Platin  | Verkäufe | Quellen           |
| -------------------------------------------------------------------------------------------- | ----- | ------- | -------- | ----------------- |
| Deutschland (BVMI)                                                                           | Gold1 | —       | 200.000  | musikindustrie.de |
| Polen (ZPAV)                                                                                 | —     | Platin1 | 50.000   | olis.pl           |
| Insgesamt                                                                                    | Gold1 | Platin1 |          |                   |